# ونکتگیری
ونکتگیری (به انگلیسی: Venkatagiri) یک زیستگاه انسانی در هند است که در Sri Potti Sri Ramulu Nellore district واقع شده‌است.

## خصوصیات
ونکتگیری ۵۱٬۷۰۸ نفر جمعیت دارد و ۶۰ متر بالاتر از سطح دریا واقع شده‌است.